# SEED HG
SEED HG（シード エイチジー）、正式名称「HIGH GRADE GUNDAM SEED」（ハイグレード ガンダムシード）はバンダイより発売されるプラモデル（ガンプラ）のこと。

## 概要
『機動戦士ガンダムSEED』および『機動戦士ガンダムSEED DESTINY』、『機動戦士ガンダムSEED C.E.73 STARGAZER』などのコズミック・イラを世界観とする作品に登場するモビルスーツがラインナップされている。スケールは1/144で、関節の可動とあらかじめ色分けされたランナーに特徴がある。これは同社より発売される「ハイグレード・ユニバーサルセンチュリー」（以下HGUC）とほぼ同等の仕様と価格帯であるが、大型モビルスーツの設定が少ないためサイズがほぼ15cm以下で、価格もミーティアとアカツキ2体を除いて1600円以内に収められている。
一部の主役モビルスーツのキットには、初回特典として『ホビージャパン』または『電撃ホビーマガジン』編集のガイドブックが付属した。主にキットの組み立て・塗装方法やカタログが掲載されている。
2005年以降に発売されたキットの一部にはディスプレイ用のスタンドが付属しており、パーツを組替えることで高さを調整できたり、アームを2本用いることで作中の対決シーンを再現できる。
なお、1/144スケールの『SEED』系のプラモデルは、上位キットの「SEED HG」のほかに低価格で色分けなどが乏しい「コレクションシリーズ」も存在するほか、HGUCに内包される形のシリーズ・HG COSMIC ERA＝HGCEとして、2014年2月発売のエールストライクガンダムを皮切りに順次リリースされている。
本稿ではそれら「SEED HG」以外の『SEED』系キットのうち、HGCE、マスターグレード、パーフェクトグレード、BB戦士等を除いたシリーズを記述する。
なお「1/144 コレクションシリーズ」の名称は、「1/144 SEED HG」シリーズとの区別をつけるための便宜的名称である。
尚、本放送当時のキット内設定解説の一人として、『機動戦士ガンダムSEED』のアニメーション内の設定を担当した下村敬治、同じく設定を担当していた森田繁の執筆が確認されている。
通し番号（1/60は無し）・型式名・機体名・発売時期の順に記述する。

## SEED HG シリーズ
- 通し番号は『ガンダムSEED MSV』シリーズのみ独立している。
- 後半になるにしたがってカラーバリエーションキットが増えている。
- Rシリーズ発売後も旧ナンバリングは続いていたが、現在はHGCEに完全移行している。

### 機動戦士ガンダムSEED
- 01 GAT-X105 エールストライクガンダム（2002年11月）
- 02 GAT-X102 デュエルガンダム アサルトシュラウド（2002年11月）
- 03 GAT-X303 イージスガンダム（2002年12月）
- 04 GAT-X103 バスターガンダム（2003年1月）
- 05 GAT-X207 ブリッツガンダム（2003年4月）
- 06 ZGMF-1017 ジン（2003年4月）
- 07 ZGMF-X10A フリーダムガンダム（2003年6月）
- 08 ZGMF-X09A ジャスティスガンダム（2003年7月）
- 09 GAT-X131 カラミティガンダム（2003年8月）
- 10 GAT-X252 フォビドゥンガンダム（2003年9月）
- 11 GAT-X370 レイダーガンダム（2003年11月）
- 14 ZGMF-X13A プロヴィデンスガンダム（2004年3月）
- 15 ZGMF-515 シグー（2004年4月）
- 16 ミーティアユニット＋フリーダムガンダム（2004年5月）

### 機動戦士ガンダムSEED ASTRAY
- 12 MBF-P02 ガンダムアストレイ レッドフレーム（2003年11月）
- 13 MBF-P03 ガンダムアストレイ ブルーフレーム（2004年2月）
- 59 MBF-P01-Re2 ガンダムアストレイ ゴールドフレームアマツミナ（2013年9月）

### 機動戦士ガンダムSEED MSV
- 01 MBF-02 ストライクルージュ＋I.W.S.P.（2004年5月）
- 02 ZGMF-1017 モビルジン（ミゲル・アイマン専用機）（2004年5月）
- 03 ZGMF-1017M ジンハイマニューバ（2004年6月）
- 04 CAT1-X1/3 ハイペリオンガンダム（2004年7月）
- 05 YFX-200 シグーディープアームズ（2004年8月）
- 06 GAT-01A1 105ダガー＋ガンバレル（2004年9月）
- 07 YMF-X000A ドレッドノートガンダム（Xアストレイ）（2004年10月）

### 機動戦士ガンダムSEED DESTINY
- 17 ZGMF-X56S/α フォースインパルスガンダム（2004年11月）
- 18 ZGMF-1000 ザクウォーリア（2004年11月）
- 19 ZGMF-X24S カオスガンダム（2004年12月）
- 20 ZGMF-X88S ガイアガンダム（2005年1月）
- 21 ZGMF-X56S/β ソードインパルスガンダム（2005年2月）
- 22 ZGMF-1000/A1 ガナーザクウォーリア（ルナマリア・ホーク専用機）（2005年2月）
- 23 ZGMF-1000/A1 ガナーザクウォーリア（2005年3月）
- 24 ZGMF-X23S セイバーガンダム（2005年3月）
- 25 ZGMF-1000 ザクウォーリア（ライブ・コンサートver.）（2005年3月）
- 26 ZGMF-X31S アビスガンダム（2005年4月）
- 27 ZGMF-X2000 グフイグナイテッド（ハイネ・ヴェステンフルス専用機）（2005年5月）
- 28 ZGMF-1001/M ブレイズザクファントム（レイ・ザ・バレル専用機）（2005年6月）
- 29 ZGMF-1017M2 ジンハイマニューバ2型（2005年7月）
- 30 ZGMF-XX09T ドムトルーパー（2005年7月）
- 31 ZGMF-2000 グフイグナイテッド（量産機）（2005年8月）
- 32 ZGMF-X19A インフィニットジャスティスガンダム（2005年8月）
- 33 ZGMF-X88S ガイアガンダム（アンドリュー・バルトフェルド専用機）（2005年8月）
- 34 ZGMF-X20A ストライクフリーダムガンダム（2005年9月）
- 35 ZGMF-X666 レジェンドガンダム（2005年10月）
- 36 ZGMF-X42S デスティニーガンダム（2005年11月）
- 37 MVF-M11C ムラサメ（アンドリュー・バルトフェルド専用機）（2005年12月）
- 38 ORB-01 シラヌイアカツキガンダム（2006年1月）
- 39 MVF-M11C ムラサメ（量産機）（2006年3月）
- 40 ORB-01 オオワシアカツキガンダム（2006年4月）
- 48 TMF/A-802 モビルバクゥ（2007年1月）
- 50 ZGMF-2000 グフイグナイテッド（イザーク・ジュール専用機）（2007年8月）
- 51 ZGMF-1001/M ブレイズザクファントム（ディアッカ・エルスマン専用機）（2007年9月）

### 機動戦士ガンダムSEED C.E.73 STARGAZER
初回生産分には、設定・世界観の説明リーフレットである『アストロノミカル・オブザベーション』が付属(Vol.1～Vol5まで)。
- 41 GAT-X105E ストライクノワールガンダム（2006年6月）
初回生産分には、開発者らへのインタビューやアニメ本編のプロモーションビデオなどを収録したDVD『BANDAI HOBBY CATALOG NEW ITEM 2006 SUMMER』が付属した。
- 42 GAT-X103AP ヴェルデバスターガンダム（2006年8月）
- 43 GAT-01A1 105スローターダガー（2006年8月）
- 44 GAT-X1022 ブルデュエルガンダム（2006年9月）
- 45 ZGMF-1017 ジンタイプインサージェント（2006年9月）
- 46 TMF/A-802W2 ケルベロスバクゥハウンド（2006年11月）
- 47 GSX-401FW スターゲイザーガンダム（2006年11月）
- 49 UT-1D シビリアンアストレイDSSDカスタム（2007年2月）

### 機動戦士ガンダムSEED FRAME ASTRAYS
- 52 ZGMF-2000 グフイグナイテッド（ルドルフ・ヴィトゲンシュタイン専用機）（2008年1月）
- 53 TMF/A-802W2 ケルベロスバクゥハウンド（アレック・ラッド専用機）（2008年2月）
- 54 ZGMF-515 モビルシグー（ジスト・エルウェス専用機）（2008年2月）
- 55 MBF-P04 ガンダムアストレイ グリーンフレーム（トロヤ・ノワレ専用機）（2008年3月）
- 56 PMC-1L アームズアストレイ PMCカスタム（レオンズ・グレイブス専用機）（2008年3月）

### 機動戦士ガンダムSEED DESTINY ASTRAY B
- 57 MBF-P03 second L ガンダムアストレイ ブルーフレーム セカンドL（2013年5月）

### 機動戦士ガンダムSEED DESTINY ASTRAY R
- 58 MBF-P02 ガンダムアストレイ レッドフレーム（フライトユニット装備）（2013年8月）

### リニューアルシリーズ
「ガンダムSEED HDリマスタープロジェクト」とともに開始したHGのリニューアルシリーズ。
仕様は従来品と同じだが、成形色が変更されマーキングシールが付属するほか、新たにアクションベース2に対応するためのパーツ追加もしくは金型修正が行なわれた。また、完全新作としてラゴゥやM1アストレイがラインナップされている。
- R01 GAT-X105 エールストライクガンダム（2011年11月）
- R02 GAT-X102 デュエルガンダム アサルトシュラウド（2011年11月）
- R03 GAT-X103 バスターガンダム（2011年11月）
- R04 GAT-X207 ブリッツガンダム（2011年11月）
- R05 GAT-X303 イージスガンダム（2011年11月）
- R06 ZGMF-1017 モビルジン（2011年11月）
- R07 ZGMF-515 モビルシグー（2012年1月）
- R08 GAT-X131 カラミティガンダム（2012年1月）
- R09 GAT-X252 フォビドゥンガンダム（2012年1月）
- R10 GAT-X370 レイダーガンダム（2012年1月）
- R11 TMF/A-803 ラゴゥ（2012年2月）
- R12 TMF/A-802 モビルバクゥ（2012年2月）
- R13 ZGMF-X13A プロヴィデンスガンダム（2012年2月）
- R14 ZGMF-X09A ジャスティスガンダム（2012年2月）
- R15 ZGMF-X10A フリーダムガンダム（2012年2月）
- R16 MBF-M1 M1アストレイ（2012年6月）
- R17 GAT-X105+AQM/E-YM1 パーフェクトストライクガンダム（2013年2月）

### 限定モデル
- 1/144 HG ディアクティブモードセット
キャラホビ2004限定
- 1/144 HG カラミティガンダム レッドバージョン（2004年8月）
キャラホビ2004限定
- 1/144 ソードカラミティ改造キット（2004年8月）
「月刊ホビージャパン」2004年10月号付録
- 1/144 HG エールストライクガンダム（フルカラーメッキver.）
- 1/144 HG アストレイブルーフレーム（ブルーメッキver.）
以上2点、モデラーズカップ2005限定品
- 1/144 HG デスティニーガンダム クリアカラーバージョン
ガンプラEXPO2006限定。他のイベントでも販売あり
- 1/144 HG ストライクノワールガンダム メッキver.
連合vs.Z.A.F.T.II ブーストアップキャンペーン当選品
- 1/144 HG ストライクノワールガンダム クリアカラーver.
- 1/144 HG ストライクフリーダムガンダム クリアカラーバージョン（2009年12月）
ガンプラEXPO in 大阪限定
- 1/144 HG ハイネ専用デスティニーガンダム（2010年3月）
「X42S-REVOLUTION 初回生産限定盤 Type A」付属
- 1/144 HGガンダムSEED カスタムキット（2012年2月）
「月刊ホビージャパン」2012年4月号付録
- 1/144 HG ストライクフリーダムガンダム バージョン ジーエフティー（2012年4月）
ガンダムフロント東京限定販売
- 1/144 HG ミーティアユニット（2012年10月発送）
プレミアムバンダイ限定販売。RGシリーズのフリーダムやジャスティスとの連動商品
- 1/144 HG ストライクフリーダムガンダム Ver.GFT セブンイレブンカラー（2013年2月）
セブンイレブン限定販売
- 1/144 ガンダムアストレイ カスタムキット（2013年8月）
「月刊ホビージャパン」2013年10月号付録
- 1/144 HG ガンダムアストレイ ブルーフレーム セカンドL メッキフレーム/クリアアーマーVer.（2013年8月）
キャラホビ2013限定
- 1/144 HG ガンダムアストレイ ゴールドフレーム天（2013年10月発送）
プレミアムバンダイ限定販売
- 1/144 HG ガンダムアストレイ レッドフレーム（フライトユニット装備） メッキフレーム/クリアアーマーVer.（2013年10月）
全日本模型ホビーショー限定
- 1/144 HG ガンダムアストレイ ゴールドフレームアマツミナ メッキフレーム/クリアアーマーVer.（2013年11月予定）
ガンプラEXPO2013限定
- 1/144 HG フリーダムガンダム プラフスキーパーティクルクリアVer.（2013年11月）
「ニブンノイチ/INFINITY SINGLE+プラモデル」付属
- 1/144 HG ガンダムアストレイ ゴールドフレーム（2014年1月発送予定）
プレミアムバンダイ限定販売
- HG 1/144 ガンダムベース限定 ガンダムアストレイ レッドドラゴン（2022年10月）
ガンダムベース限定販売

## 1/144 コレクションシリーズ
手軽に集められるよう、価格を抑えた廉価シリーズ。色分けが少なく関節可動はあるものの、かなり制限されている。
ソードストライクガンダム・ランチャーストライクガンダム・ブラストインパルスガンダムの様に、武器パーツをHG製品に組み込み可能なものもある。

### 機動戦士ガンダムSEED（1/144）
- 00 MBF-P02 ガンダムアストレイ レッドフレーム（2002年8月） ※
- 01 GAT-X105 ストライクガンダム（2002年10月）
- 02 GAT-X102 デュエルガンダム（2002年10月）
- 03 GAT-X303 イージスガンダム（2002年11月）
- 04 ZGMF-1017 モビルジン（2002年11月）
- 05 MBF-P03 ガンダムアストレイ ブルーフレーム（2002年11月） ※
- 06 GAT-X103 バスターガンダム（2002年12月）
- 07 GAT-X207 ブリッツガンダム（2003年1月）
- 08 GAT-X105 ソードストライクガンダム（2003年2月）
- 09 GAT-X105 ランチャーストライクガンダム（2003年2月）
- 10 TMF/A-802 モビルバクゥ（2003年3月）
- 11 ZGMF-X10A フリーダムガンダム（2003年4月）
- 12 ZGMF-X09A ジャスティスガンダム（2003年5月）
- 13 UMF-4A モビルグーン（2003年6月）
- 14 GAT-X131 カラミティガンダム（2003年6月）
- 15 GAT-X252 フォビドゥンガンダム（2003年8月）
- 16 GAT-X370 レイダーガンダム（2003年10月）
- 17 ZGMF-600 モビルスーツ ゲイツ（2003年10月）
- 18 AMF-101 モビルディン（2003年11月）
- 19 ZGMF-X13A プロヴィデンスガンダム（2003年11月）
- 20 GAT-01 ストライクダガー（2004年2月）
- 21 MBF-M1 M1アストレイ（2004年3月）

※ 登場作品は「機動戦士ガンダムSEED ASTRAY」

### 機動戦士ガンダムSEED DESTINY（1/144）
- 01 ZGMF-X56S/α フォースインパルスガンダム（2004年10月）
- 02 ZGMF-1000 ザクウォーリア（2004年10月）
- 03 ZGMF-X24S カオスガンダム（2004年11月）
- 04 ZGMF-X88S ガイアガンダム（2004年11月）
- 05 ZGMF-X56S/β ソードインパルスガンダム（2004年12月）
- 06 ZGMF-1000/A1 ガナーザクウォーリア（ルナマリア・ホーク専用機）（2004年12月）
- 07 ZGMF-X31S アビスガンダム（2005年1月）
- 08 ZGMF-1001/M ブレイズザクファントム（レイ・ザ・バレル専用機）（2005年1月）
- 09 ZGMF-X23S セイバーガンダム（2005年2月）
- 10 ZGMF-1001/M ブレイズザクファントム（ハイネ・ヴェステンフルス専用機）（2005年2月）
- 11 ZGMF-X56S/γ ブラストインパルスガンダム（2005年3月）
- 12 ZGMF-1001/K スラッシュザクファントム（イザーク・ジュール専用機）（2005年4月）
- 13 ZGMF-X42S デスティニーガンダム（2005年5月）
- 14 ZGMF-X20A ストライクフリーダムガンダム（2005年6月）

### 限定モデル（1/144）
- モビルジン テスト機カラー
- ランチャーストライクガンダム クリアバージョン
- イージスガンダム クリアバージョン
以上3点、ガンダムSEEDプラモデル スペシャルキットGETキャンペーン
- ガンダムアストレイゴールドフレーム
「機動戦士ガンダムSEEDスペシャルプラモブック」付録
- GAT-X105 ストライクガンダム ディアクティブモード
ニュータイプ2003年4月号付録
- ザク・ウォーリアー（アスランモード）
ニュータイプ2005年3月号付録
- インパルスガンダム（シンモード）
ニュータイプ2005年4月号付録
- デスティニーガンダム メッキver.
Kフェス2005 限定
- デスティニーガンダム&ストライクフリーダムガンダム クリアver.
バンダイミュージアム限定
- 1/144 ザクウォーリア STAFF専用機
- 1/144 ザクウォーリア グリーンメッキver.
モデラーズカップ2005限定品

## 1/100 SEED シリーズ
1/100スケールのプラモデル。そのサイズを生かして多くの部分の色分けが再現されているが、細部や可動範囲などはHG SEEDシリーズに準じている。統一ブランドとしての第一弾は「1/100ターンAガンダム」。通称無印1/100。
SEED DESTINY 11「1/100 インフィニットジャスティスガンダム」以降の新規キットは設計思想が変わり、2重関節･マスターグレード並の外部デザインなどが採用されている。たとえば、「1/100 ストライクガンダム」のバックパックが1/100オリジナル仕様なのに対し、「1/100 アカツキガンダム」のバックパックは「1/100 MG ストライクガンダム」と共通仕様となっており、無改造でバックパックを交換することが可能。長らく新商品はMGしか出なかったが、1/100フルメカニクス「1/100カラミティガンダム」が新ブランドとして決定しシリーズが再開されている。

### 機動戦士ガンダムSEED（1/100）
- 01 GAT-X105 エールストライクガンダム（2002年12月）
- 02 GAT-X303 イージスガンダム（2003年2月）
- 03 GAT-X103 バスターガンダム（2003年3月）
- 04 GAT-X105 ソードストライクガンダム（2003年3月）
- 05 GAT-X105 ランチャーストライクガンダム（2003年3月）
- 06 GAT-X102 デュエルガンダム アサルトシュラウド（2003年5月）
- 07 ZGMF-X10A フリーダムガンダム（2003年7月）
- 08 ZGMF-X09A ジャスティスガンダム（2003年8月）
- 09 GAT-X207 ブリッツガンダム （2003年12月）
- 10 MBF-P02 ガンダムアストレイ レッドフレーム（2004年4月） ※1
- 11 ZGMF-X13A プロヴィデンスガンダム（2004年5月）
- 12 MBF-P03 ガンダムアストレイ ブルーフレーム セカンドL（2004年7月） ※1
- 13 MBF-P01 ガンダムアストレイ ゴールドフレーム（2009年5月） ※2

※1 登場作品は「機動戦士ガンダムSEED MSV」
※2 登場作品は「機動戦士ガンダムSEED ASTRAY」

### 機動戦士ガンダムSEED DESTINY（1/100）
- 01 ZGMF-X56S/α フォースインパルスガンダム（2004年12月）
- 02 ZGMF-X24S カオスガンダム（2005年1月）
- 03 ZGMF-1000/A1 ガナーザクウォーリア（ルナマリア・ホーク専用機）（2005年3月）
- 04 ZGMF-1001/M ブレイズザクファントム（レイ・ザ・バレル専用機）（2005年4月）
- 05 ZGMF-X56S/β ソードインパルスガンダム （2005年5月）
- 06 ZGMF-1000 ザクウォーリア+ブレイズ/ガナーウィザード（2005年5月）
- 07 ZGMF-1001/M ブレイズザクファントム（ハイネ・ヴェステンフルス専用機）（2005年6月）
- 08 ZGMF-X42S デスティニーガンダム（2005年7月）
- 09 ZGMF-X20A ストライクフリーダムガンダム（2005年8月）
- 10 ZGMF-X56S/α フォースインパルスガンダム+ソードシルエット エクストラフィニッシュ（2005年9月）
- 11 ZGMF-X19A インフィニットジャスティスガンダム（2006年5月）
- 12 ZGMF-X666 レジェンドガンダム（2006年6月）
- 13 MBF-P01-Re2 ガンダムアストレイ ゴールドフレームアマツ（2006年7月） ※1
- 14 ZGMF-X23S セイバーガンダム（2006年10月）
- 15 ORB-01 アカツキガンダム フルセット（2007年3月）
- 16 MBF-P04 ガンダムアストレイ グリーンフレーム（トロヤ・ノワレ専用機）（2009年3月） ※2
- 17 LG-GAT-X105 ゲイルストライクガンダム（2009年8月） ※3
- 18 LH-GAT-X103 ヘイルバスターガンダム（2009年8月） ※3
- 19 LR-GAT-X102 レーゲンデュエルガンダム（2009年9月） ※3
- 20 LN-ZGMF-X13A ニクスプロヴィデンスガンダム（2009年9月） ※3
- 21 MBF-P05LM ガンダムアストレイ ミラージュフレーム（2009年10月） ※3
- 22 LV-ZGMF-X23S ヴァンセイバーガンダム（2009年11月） ※3
- 23 LN-GAT-X207 ネブラブリッツガンダム（2009年12月） ※3
- 24 MBF-P05LM2 ガンダムアストレイ ミラージュフレーム セカンドイシュー（2010年1月） ※3

※1 登場作品は「機動戦士ガンダムSEED DESTINY ASTRAY」
※2 登場作品は「機動戦士ガンダムSEED FRAME ASTRAYS」
※3 登場作品は「機動戦士ガンダムSEED VS ASTRAY」

### 限定モデル（1/100）
- 1/100 エールストライクガンダム メッキバージョン
- 1/100 フリーダムガンダム メッキバージョン
以上2点、バンダイミュージアム・萬代屋限定　2003年
- 1/100 エールストライクガンダム ディアクティブモード
- 1/100 ガンダムアストレイゴールドフレーム ゴールドメッキバージョン
以上2点、キャラホビ2004限定
- 1/100 フリーダムガンダム ディアクティブモード
- 1/100 ガンダムアストレイブルーフレーム セカンドL レッドバージョン
以上2点、2004年プラモデル・ラジコンショー限定
- 1/100 ガンダムアストレイブルーフレーム セカンドL（エクストラフィニッシュバージョン）
キャラホビ2006限定版
- 1/100 ライブコンサートカラー ザクウォーリア（エクストラフィニッシュバージョン）
キャラホビ2007限定版
- 1/100 ガンダムアストレイ レッドフレーム クリアカラーバージョン
- 1/100 ガンダムアストレイ ブルーフレーム セカンドL クリアカラーバージョン
- 1/100 ブリッツガンダム クリアカラーバージョン
以上3点、海外(アジア地区)限定販売
- 1/100 ストライクフリーダムガンダム VS レジェンドガンダム クリアカラーver.
- 1/100 デスティニーガンダム VS インフィニットジャスティスガンダム クリアカラーver.
以上2点、香港バンダイ限定

## 1/60 SEED シリーズ
1/60スケールのプラモデル。価格はマスターグレード並に抑えられている。

### 機動戦士ガンダムSEED（1/60）
- GAT-X105 ストライクガンダム （2002年12月）
- GAT-X105 ストライクガンダム ストライカーウェポンシステム（2003年3月）
- ZGMF-X10A フリーダムガンダム（2003年8月）

### 機動戦士ガンダムSEED DESTINY（1/60）
- ZGMF-X56S/α フォースインパルスガンダム（2004年12月）
- ZGMF-X20A ストライクフリーダムガンダム ライトニングエディション（2005年11月）

## キャンペーン
2003年4月～7月においては、1/144コレクションシリーズのフリーダムガンダム商品と、その他のコレクションシリーズの商品2点、計3点分のバーコードを郵送する事で応募者に特別仕様のキット(「モビルジン テストカラー」、「イージスガンダム クリアバージョン」、「ランチャーストライクガンダム クリアバージョン」のうち一つ、いずれもコレクションシリーズ)がプレゼントされる「ガンダムSEED スペシャルキットGETキャンペーン」が行われた。